# Ett Kristusbrev till världen
Ett Kristusbrev till världen är en psalm med text av Anders Frostenson skriven 1935 och bearbetad 1972. Musiken är skriven 1968 av Roland Forsberg.

## Publicerad i
- 1986 års psalmbok som nr 412 under rubriken "Vittnesbörd - tjänst - mission".
- Svensk psalmbok för den evangelisk-lutherska kyrkan i Finland (1986) som nr 444 under rubriken "Mission" med en annan melodi, finsk koralvariant.
- Psalmer och sånger 1987 som nr 457 under rubriken "Kyrkan och nådemedlen - Vittnesbörd - tjänst - mission".[1]